# ロックンロールファンファーレ
『ロックンロールファンファーレ』は、the ARROWSの7枚目のシングルである。

## 概要
- 前作から4ヶ月でのシングルとなる。

## 収録曲
全曲 作詞/作曲：坂井竜二
1. ロックンロールファンファーレ
編曲：the ARROWS
  - スポーツデポCMソング
2. お影さmy shadow
編曲：the ARROWS
3. ロックンロールファンファーレ(T-AK+ELLIE remix)
編曲：T-AK

## 収録アルバム
- GUIDANCE FOR LOVERS（2007年12月5日）